# 1898

## Събития
- Уилям Рамзи и Морис Травърс откриват химичния елемент неон (Ne).

## Родени
- Константин Чилов, български лекар
- Албърт Лутули, южноафрикански политик
- Едуард Холбрук Дерик,
- Йосиф Варненскопреславски, български духовник
- Стоян Георгиев, български революционер
- 1 януари – Ламар, български поет и писател
- 10 януари – Зигфрид Расп, немски генерал от пехотата
- 13 януари – Николай Фол, български писател и режисьор
- 15 януари – Дико Илиев, български композитор
- 17 януари – Евдокия, българска княгиня
- 23 януари – Сергей Айзенщайн, руски кинорежисьор и сценарист
- 3 февруари – Алвар Аалто, финландски архитект
- 10 февруари – Бертолт Брехт, немски поет, драматург и режисьор
- 14 февруари – Фриц Цвики, швейцарски астроном
- 15 февруари – Тото, италиански комик
- 18 февруари – Енцо Ферари, основател на компанията Ferrari
- 3 март – Растко Петрович, сръбски поет и писател
- 4 март – Ханс Кребс, немски генерал от пехотата и началник на Генералния щаб на армията (OKH)
- 3 април – Мишел дьо Гелдерод, белгийски драматург
- 6 април – Жан Ебютерн, френска художничка
- 17 април – Петър Найчев, български партизанин
- 26 април – Висенте Алейксандре, испански поет
- 3 май – Голда Меир, израелски политик
- 8 май – Райчо Славков, български военен деец
- 16 май – Тамара де Лемпицка, Полска художничка
- 17 май – Карл Маус, немски генерал от танковите войски
- 31 май – Грегор Щрасер, германски политик
- 5 юни – Федерико Гарсия Лорка, испански поет
- 16 юни – Георги Исерсон, съветски учен
- 17 юни – Мориц Корнелис Ешер, холандски художник
- 22 юни – Ерих Мария Ремарк, немски писател
- 9 юли – Петър Габровски, български политик
- 10 юли – Константин Кацаров, български юрист
- 17 юли – Александър Бегажев, български журналист
- 21 юли – Ърнест Хемингуей, американски писател
- 22 юли – Александър Калдер, американски скулптор и художник
- 3 август – Калина Малина, българска детска писателка
- 3 август – Борис Тиков, български революционер
- 9 август – Васил Икономов, анархист
- 17 август – Матвей Захаров, съветски маршал
- 18 август – Стоян Христов, американски писател и журналист
- 25 август – Херман-Хайнрих Бехренд, немски генерал-майор
- 28 август – Тодор Владигеров, български икономист
- 30 август – Цола Драгойчева, български политик
- 30 август – Шърли Бут, американска актриса
- 1 септември – Димитър Талев, български писател
- 1 септември – Фридрих Георг Юнгер, немски писател († 1977 г.)
- 6 септември – Ксенофонт Иванов, български ветеринарен лекар
- 17 септември – Христо Смирненски, български поет, сатирик и преводач
- 24 септември – Валтер Горн, немски генерал-майор
- 25 септември – Борис Василев, български футболист и футболен ръководител
- 26 септември – Джордж Гершуин, американски композитор
- 29 септември – Стефан Илчев, български езиковед
- 1 октомври – Коста Шулев, деец на БКП и БКМС
- 1 октомври – Марко Марчевски, български писател
- 9 октомври – Ханс Келнер, немски генерал-лейтенант
- 28 октомври – Димитър Ганев, деец на БКП
- 31 октомври – Алфред Сови, френски социолог
- 9 ноември – Оуен Барфийлд, британски философ, писател, поет и критик
- 12 ноември – Леон Щукел, словенски гимнастик и юрист
- 21 ноември – Рене Магрит, белгийски художник
- 23 ноември – Родион Малиновски, съветски маршал
- 26 ноември – Карл Циглер, немски химик и носител на Нобелова награда за химия (1963 г.)
- 28 ноември – Цветан Генев, български футболист и треньор
- 29 ноември – Клайв Стейпълс Луис, британски писател
- 27 декември – Инеджиро Асанума, японски социалист

## Починали
- Иван Ведър, български масон
- Тодор Куков, български революционер
- 14 януари – Луис Карол, британски писател и математик
- 20 януари – Коста Абраш, сръбски поет от Македония
- 29 януари – Христо Иванов-Големия, български революционер и политик
- 10 март – Георг Мюлер, немски мисионер
- 16 март – Обри Биърдсли, английски художник и поет
- 21 март – Йордан Стратиев, български поет и дипломат
- 17 април – Ильо войвода, български хайдут и войвода
- 19 май – Уилям Гладстон, Министър-председател на Обединеното кралство
- 17 юни – Едуард Бърн-Джоунс, британски художник
- 19 юли – Мкуауа, владетел и обединител на племената хехе в Танзания
- 30 юли – Ото фон Бисмарк, Обединител на Германия
- 9 септември – Стефан Маларме, френски поет
- 10 септември – Елизабет Баварска (Сиси), австрийска императрица
- 20 септември – Теодор Фонтане, немски писател (р. 1819 г.)
- 31 октомври – Йосиф Ковачев, български учен и държавник
- 16 ноември – Гаврил Кръстевич, български общественик
- 28 ноември – Конрад Фердинанд Майер, швейцарски писател (р. 1825 г.)
- 16 декември – Григорий Доростолски и Червенски, български духовник